# كأس أوروبا لكرة السلة 2008-2009
كأس أوروبا لكرة السلة 2008-2009 هو موسم من كأس أوروبا لكرة السلة. أقيم خلال الفترة 14 أكتوبر 2008 وحتى 12 أبريل 2009، والذي يشرف على تنظيمه الدوري الأوروبي لكرة السلة، وكان عدد الأندية المشاركة فيه  54، وفاز فيه ليتوفوس رايتس.